# 新潟県立佐渡中等教育学校
新潟県立佐渡中等教育学校（にいがたけんりつ さどちゅうとうきょういくがっこう）は、新潟県佐渡市梅津に所在する県立中等教育学校。2020年現在佐渡島内に設置されている4つの高等学校・中等教育学校のうちの1つであり、校舎は両津地区（旧両津市）に設けられている。ユネスコスクール。

## 概要
2008年、新潟県立両津高等学校に併設して開校。
沿革概要
- 2008年4月1日 - 新潟県立佐渡中等教育学校開校。
- 2008年10月19日 - 開校記念式典
- 2009年5月20日 - オンリーワンスクール推進事業の研究開発校に指定
- 2012年4月16日 - オンリーワンスクール・ステップアップ・グローバル人材育成事業指定校（～2014年度）
- 2015年2月19日 - ユネスコスクール加盟承認
- 2017年10月28日 - 創立10周年記念式典

2020年には新潟県立津南中等教育学校とともに将来的な募集停止が一時検討されたが、両校とも撤回された。

## スクールポリシー
Catch the WAVES!
将来の夢をかなえる波をつかもう
- Wisdom 自らを高める「英知」
- Aspiration 夢をえがく「大志」
- Vitality たくましく生きる「活力」
- Emotion 豊かな心を育む「感動」
- Students,Scool,Sado

## 教育目標
佐渡の歴史と文化に誇りを持ち、豊かな知性と人間性を
身に付け、世界的視野で活躍できる人の育成

## 教育方針
1. 知性　6年間一貫した学習指導とキャリア教育を通して、学力を伸ばす。
2. 人間性　豊かな心と健やかな身体、コミュニケーション能力を高める。
3. 郷土愛　郷土を愛し地域に貢献する態度を育てる。

## 生徒会活動
体育祭
全校生徒が青軍・赤軍の2軍に分かれて競う。
球技大会
中等集会
縦割り班を編成し、異学年交流をしながら課題解決を行う。
文化祭
合唱発表会、各学級が合唱を披露する。また、4年生の音楽選択者による発表もある。
後期クラス企画
小体展示
部活動発表

## 学校行事
- 4月 入学式・対面式・部活動説明会・生徒総会、進路ガイダンス
- 5月 激励会
- 6月 体育祭、後期球技大会
- 7月 海外語学研修・学習合宿
- 9月 総合体験ＵＰ
- 10月 文化祭（合唱発表会）・海外研修旅行(5年)・修学旅行(3年)
- 11月 前期球技大会
- 12月 職業人と話そう、能楽発表会
- 1月 大学入試共通テスト団結式
- 3月 修学旅行(2年)、卒業式、卒業生受験体験報告会

## 部活動
運動部
- 陸上競技部

令和5年高等学校北信越陸上競技大会
3000m障害　優勝
中学新潟県駅伝大会
男子11位　
女子3位：北信越出場
- バスケットボール部
- 卓球部
- バレーボール部

文化部
- 吹奏楽部
- 総合文化部（芸術、科学）

## 立地・アクセス
- 両津港佐渡汽船ターミナルより北へ約2.0 km
- 新潟交通佐渡 「佐渡中等教育学校前」バス停より徒歩すぐ